# Édgar Barreto
Édgar Osvaldo Barreto Cáceres, född 15 juli 1984 i Asunción, är en paraguayansk fotbollsspelare som spelar för Sampdoria i Serie A.
Édgar är bror till Diego Barreto, även han är fotbollsspelare och som spelar för Paraguays landslag och Club Olimpia.

Den 1 juli 2022 valde Barreto att sluta sin karriär.